# Reial Fàbrica de Sargadelos

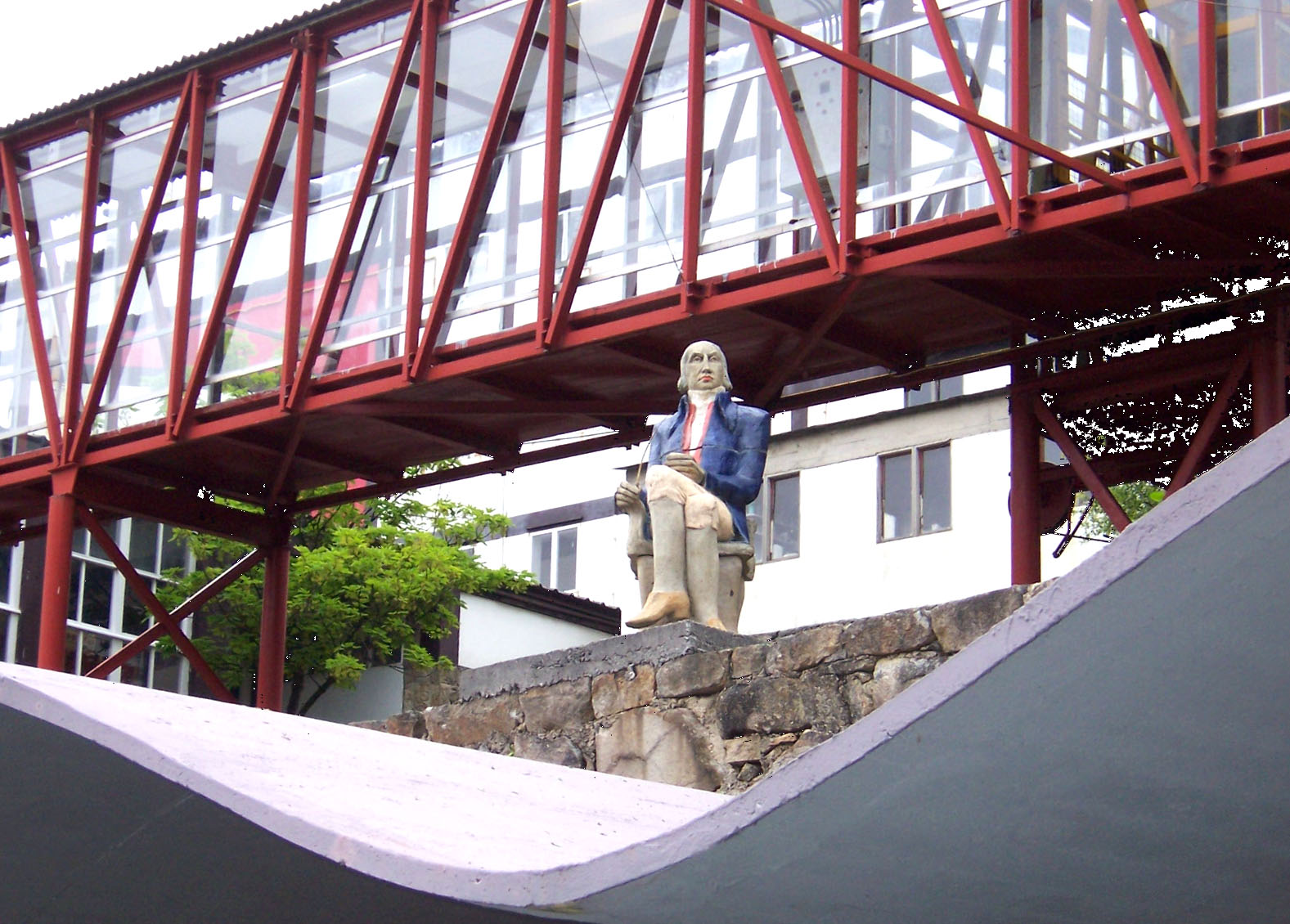
Estàtua moderna d'Antonio Raimundo Ibáñez, creador de la fàbrica de ceràmica de Sargadelos, davant de l'edifici.

Reial Fàbrica de Sargadelos, és una fàbrica de ceràmica. La primera va ser creada a començaments del segle xix per Antonio Raimundo Ibáñez al municipi de Cervo, a la província de Lugo, Galícia, i que després de diverses generacions va acabar tancant el 1875. A partir de mitjan segle XX Sargadelos forma part d'un grup d'empreses del sector, el «grup Sargadelos» -al qual pertany igualment la ceràmica de Castro-Sada- gràcies a l'impuls del ceramista Isaac Díaz Pardo, basada en coloracions en tons blavosos.

## Resum històric

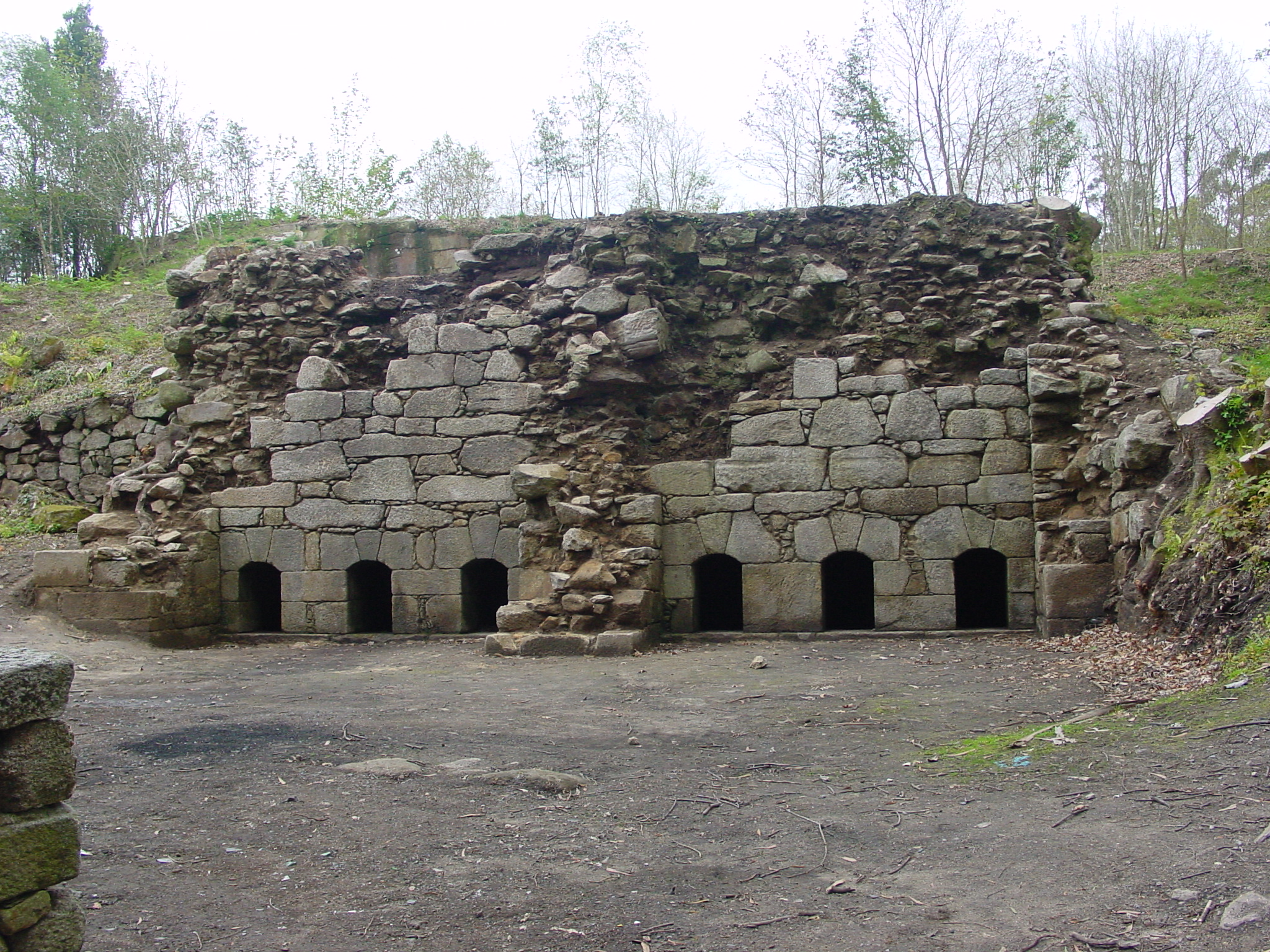
Antics forns de la foneria.

Antonio Raimundo Ibáñez, notable enciclopedista de família noble d'escassos recursos, dedicat des de molt jove a negocis d'importació i exportació, va introduir inovacions tecnològiques per a les seves fàbriques. Establert a Ribadeo, va iniciar una indústria siderúrgica, i l'any 1806 va crear conjuntament una manufactura de ceràmica que va ser en els seus primers temps dedicada a la fabricació de pisa fina per a vaixelles amb estampació i influïda de la pisa anglesa, en aquell temps molt valorada. El 1808, després de l'èxit de la inauguració de la fàbrica de ceràmica, Carles IV el va condecorar amb la creu de de Carles III, atorgant-li els títols de marquès de Sargadelos i comte d'Orbaiceta.
Com a conseqüència de la guerra de la Independència i els seus esdeveniments revolucionaris, Antonio Raimundo Ibáñez va ser assassinat l'any 1808, succeint-lo en el]càrrec de la fàbrica el seu cunyat Francisco Acevedo, qui va contractar per a la seva direcció al portuguès Antonio Correa de Saa.
A partir d'aquesta nova direcció la fàbrica va produir un tipus de ceràmica decorada amb filets en vermell i blau i escuts en or. Correa va decidir el 1829 muntar la seva pròpia fàbrica per la qual cosa la direcció de Sargadelos va recaure en aquesta data en Hilario Marcos. Les vaixelles d'aquest temps eren realitzades en blanc, sense ésser possible la competència amb les peces angleses, desig del seu fundador. En passar la propietat de la fàbrica a José Ibáñez per la mort del seu pare el 1832, es va formar una societat amb el sevillà Antonio de Tapia per tal d'emprendre novament «la fabricació de vaixella fina», contractant-se com a director a l'anglès Richard, càrrec que va exercir fins a 1842. Durant aquest temps va morir prematurament José Ibáñez i la seva vídua va haver de posar-se al capdavant, ja que el seu fill era menor; a causa de la feble situació econòmica de l'empresa va haver d'arrendar-la el 1845.
La fàbrica de ceràmica va passar per quatre etapes, cadascuna amb les seves característiques, tancant-se definitivament el 1875. A l'últim terç del segle xx va ressorgir la manufactura de ceràmica a Sargadelos, ocupant edificis nous i respectant les ruïnes antigues com conjunt Històric-Artístic, nomenament que li va ser donat el 1972.

## Els començaments
Ibáñez va comptar en primer lloc amb la matèria primera necessària que es trobava a més a més molt propera: argiles, caolins, llenya, cursos d'aigua. Tenia a més a més molt pròxim el port de San Ciprián per enviar des d'allà els productes a llocs llunyans, imitant així la iniciativa anglesa.
La creació de la fàbrica de ceràmica el 1806 va suposar un nou sistema de produir, introduint el procés mecànic que vindria a substituir la peça feta a mà, amb el que s'intentava a més a més rebaixar els preus. La pintura a mà va ser substituïda igualment pel modern sistema d'estampació, importat de Bristol. Els objectes es van fer en pisa fina, un producte intermedi entre la pisa i la porcellana, un material dur i lleuger a la vegada, de parets primes amb cocció entre 1.100 °C i 1.200 °C. Després de la cocció el color és blanc i és aleshores quan se li aplica un vernís de plom. Aquest sistema es diferencia de la pisa en que en lloc d'afegir sorra a la pasta s'afegeix sílice, feldespat, caolí i calci, obtenint resultats diferents segons les quantitats afegides. Sobre aquesta pasta se superposa l'estampat la tècnica del qual havien perfeccionat el 1761 John Sadler i Guy Green, a la fàbrica de Liverpool.

## Primera època 1806-1832
El 1806 Antonio Raimundo Ibáñez va aconseguir del Govern un privilegi exclusiu per a l'explotació de les mines de quars descobertes fins avui i per a les que estiguessin encara sense descobrir. Així va tenir assegurada la matèria primera per a la fàbrica de vaixella, que havia començat la seva etapa aquest mateix any, paral·lela a la ja existent de foneria. El complex fabril constava de dos patis, diversos forns, oficines, màquines per trencar les roques i un molí per als vernissos.

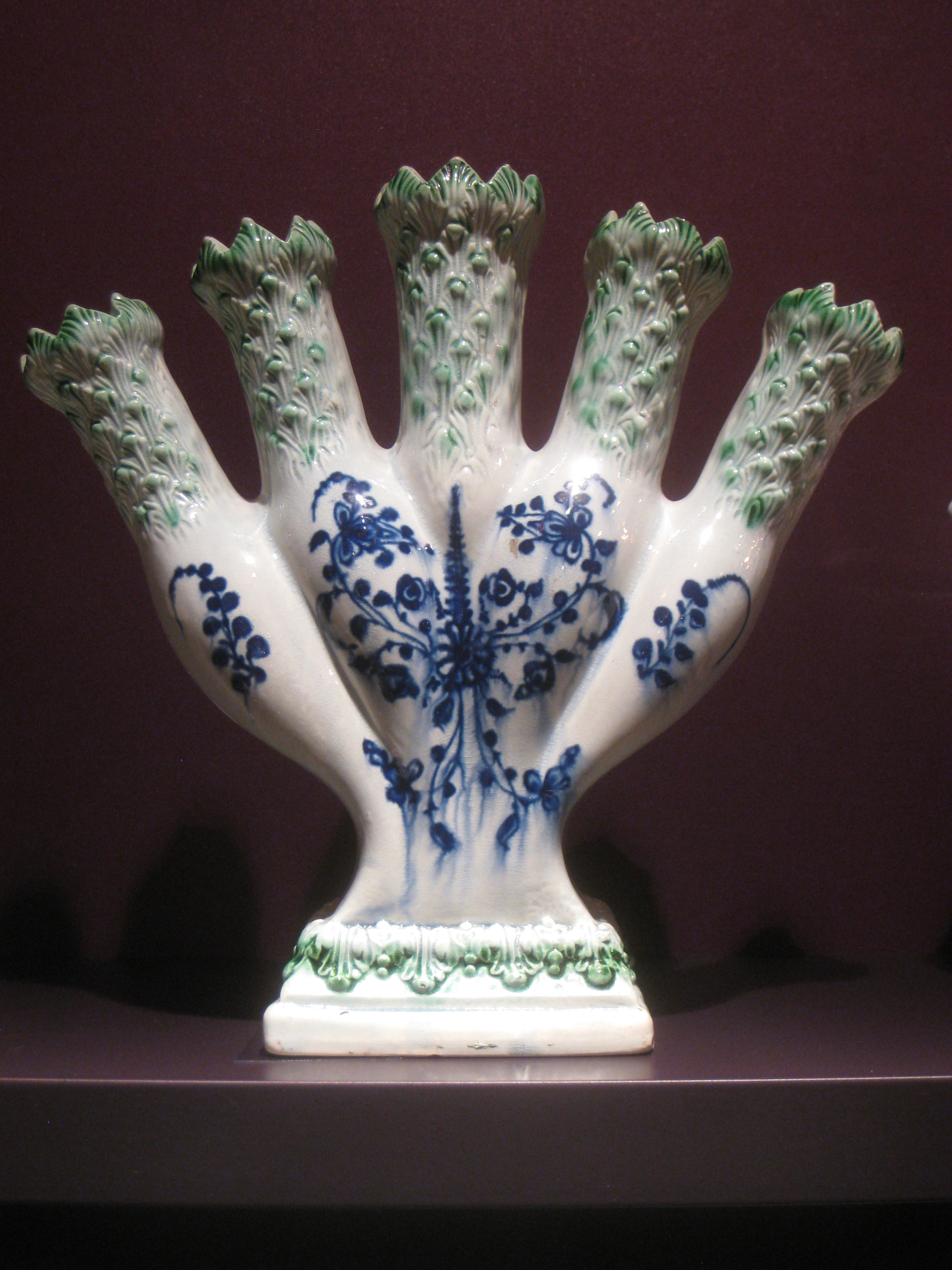
Gerro de dits. Ceràmica de Leeds, al voltant de 1780. DAR Museum, National Society Daughters.

El primer director, Juan Antonio Pérez va ser al capdavant de la fàbrica un any. Després, el 1807, li va substituir el portuguès José Antonio Correa de Saa, amb l'experiència d'haver dirigit la fàbrica de Vale da Piedade, es va mantenir al capdavant fins a 1829; enguany va passar a ser el director Hilario Marco la gestió del qual va durar fins a 1832, quan va caldre tancar l'empresa.
El 1809 havia mort Antonio Raimundo Ibáñez i la direcció administrativa havia passat al seu cunyat Francisco Azevedo. Van ser anys de dificultats econòmiques, amb un magatzem de peces sense vendre, encara que n'hi va haver un cert moviment gràcies als encàrrecs rebuts des de A Coruña, Ferrol, Ries Baixes, Biscaia i Castella. En aquesta època encara no s'estampava la corona reial en les marques, encara que a la fàbrica se la comença a dir Reial Fàbrica. Es creu que el títol ho va autoritzar Ferran VII des de l'exili.
A Francisco Azevedo el va substituir el 1832 el fill del fundador José Ibáñez que es va veure obligat a tancar, donades les circumstàncies econòmiques desfavorables.

### Les peces i la seva elaboració

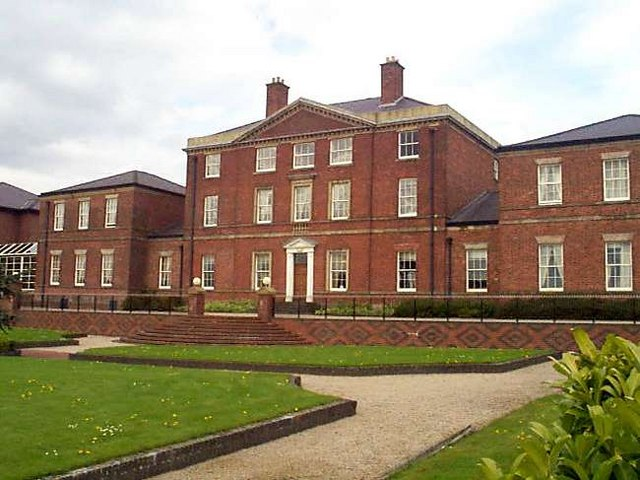
Etruria Hall, mansió de la família Wedgwood.

El procés de fabricació va ser de vaixella comuna, una mica més fina per a les vaixelles en blanc amb un lleuger tint blavós i un escrostonat característic que és el resultat de la diferència entre el punt de cocció de la pasta i l'esmalt. Per a la forma es van utilitzar motlles de guix. Una de les peces més característiques va ser el gerro de dits, sent també molt apreciats els altres gerros de peixos i arbres, els exemplars supervivents dels quals es troben a col·leccions particulars de Galícia i en els museus de A Coruña, Lugo i Pontevedra. També es va fabricar el gerro de jardí amb pedestal inspirat en la ceràmica de la fàbrica de Wedgwood així com les gerres de pelegrí. Els pots de farmàcia estaven decorats amb relleus i tenien un petit estrenyiment en el centre.
També correspon a aquesta època el relleu que representa la defensa del parc de Monleón a Madrid, que el propi Ibáñez va dedicar a Ferran VII i que es conserva al Museu Arqueològic Nacional més la sèrie de l'Apostolat, més els relleus que representen herois de la Independència i busts d'homes cèlebres de l'Antiguitat que adornen la casa pairal d'Antonio Raimundo Ibáñez.

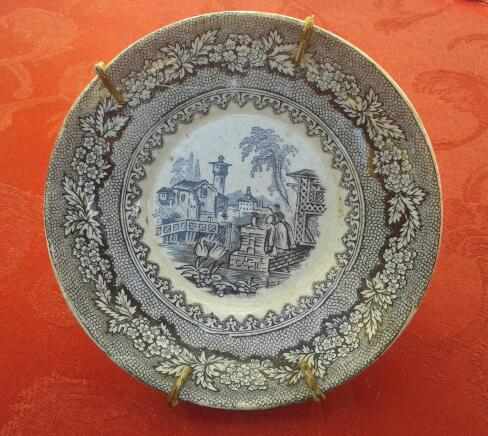
Porcellana de Sargadelos. Plat Segle XIX

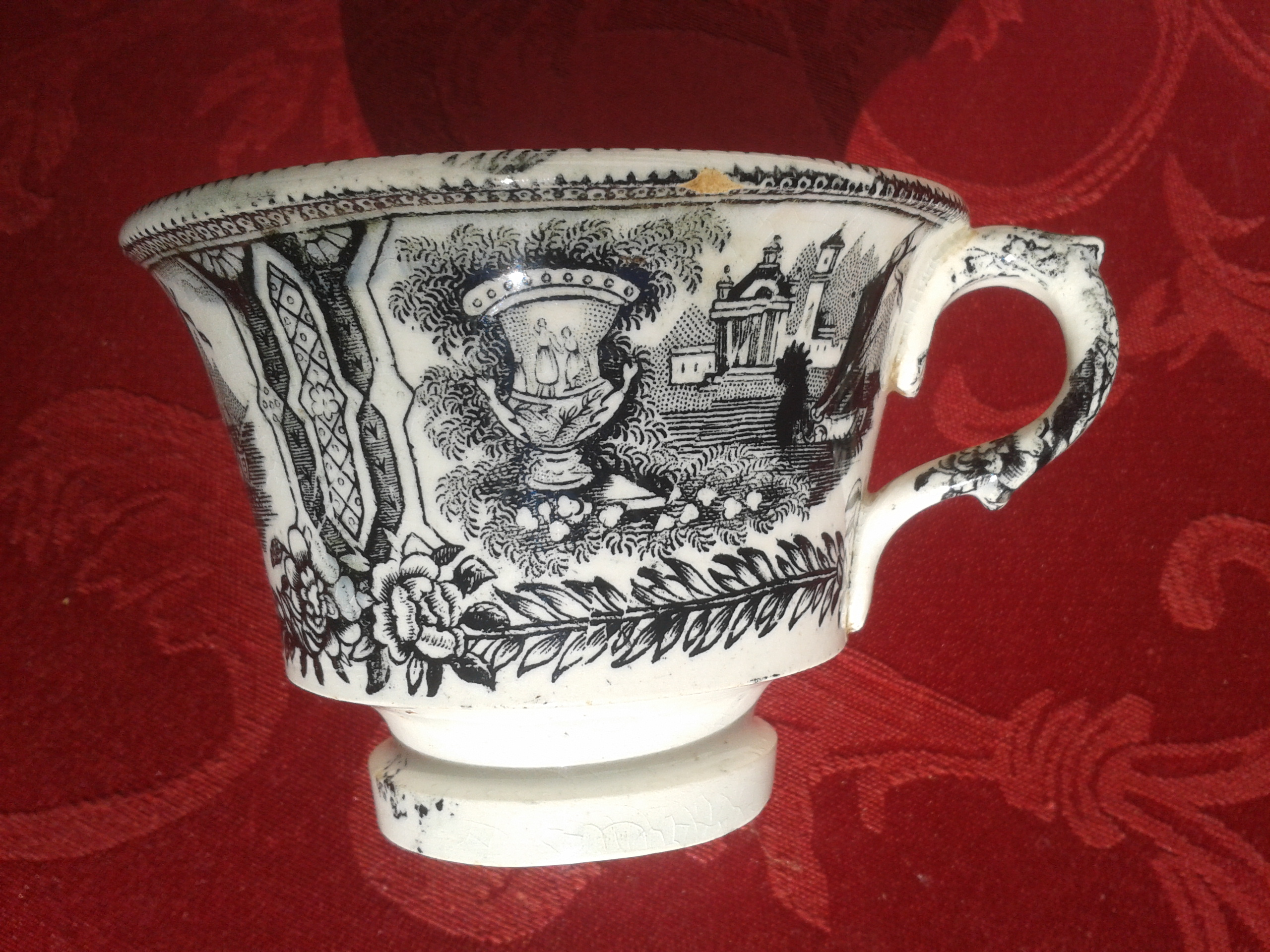
Porcellana de Sargadelos. Tassa de te. Segle XIX.

## Segona època 1835-1842
Darrere els dos anys d'inactivitat es va reobrir la fàbrica quan José Ibáñez va aconseguir un soci capitalista en la persona de l'empresari sevillà Antonio de Tapia y Piñeiro. El director tècnic va ser el francès Richard que va aconseguir formar una plantilla de professionals vinguts d'altres punts de la península. Quan José Ibáñez va morir el 1836 va quedar al capdavant del negoci la seva vídua Anita Varela. Va ser època d'ampliacions amb nous forns i molins; fins i tot es va construir una nau per a estampats.

### Les peces i la seva elaboració
Les peces noves que es van fabricar es van inspirar al Libro de Formas editat per la fàbrica Hartley Greens and Company de Leeds. Les vaixelles i moltes altres peces com a rellotges i canelobres van continuar sortint en blanc, així com les plaques d'informació amb motius mitològics o religiosos. Cap a 1838 va començar un canvi en la producció en blanc; es van fer les primeres estampacions amb temes populars gallecs i van començar a sortir algunes vaixelles amb estampació de flors alemanyes. Aquests primers moments d'acolorit van tenir molt d'èxit als bibelots, estant molt famosa i apreciada la gerra de cervesa «Mambrú», inspirada als tobies anglesos.

## Tercera època 1845-1862

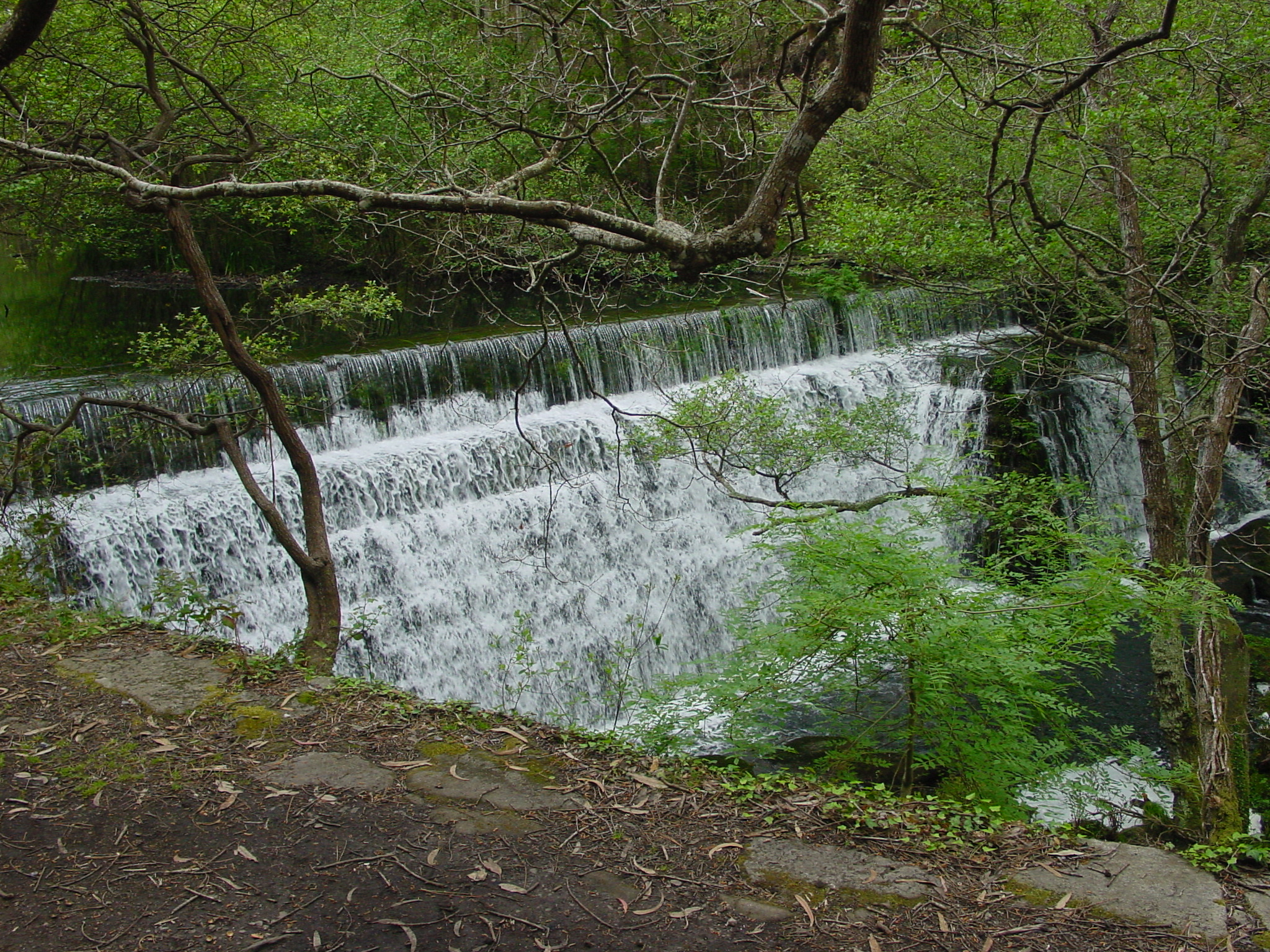
Presa d'aigua al Paseo de los Enamorados.

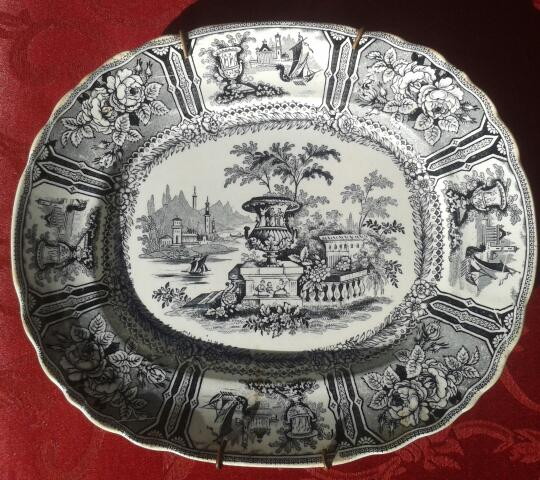
Safata de Sargadelos. Sèrie Góndola

Una vegada més la situació econòmica va obligar a tancar la fàbrica el 1842. A partir de 1845 sota la gestió del nou arrendatari Luis de la Riba de Santiago de Compostel·la, l'empresa va prendre un nou rumb i va arribar a contractar nombroses famílies que van permetre crear grans quantitats de peces de bona qualitat tant estètica com de tècnica i es va arribar a fabricar algunes vaixelles reials per a Elisabet II -part de les quals s'exhibeixen en el Museu de Pontevedra-, aquest període va tenir com a director a Edwing Forestier i un grup de ceramistes anglesos arribats el 1847 des de Staffordshire. Les vaixelles eren de pisa fina però de gran duresa nomenades de «pedrenyal» d'estil isabelí. En aquesta època la fàbrica donava feina a mil famílies; posseïa tres-cents parells de bous i vint-i-dos vaixells de cabotatge, va ser el moment de màxima esplendor que va gaudir la fabricació d'aquesta ceràmica.
En aquests anys es van traçar els passeigs nomenats Paeode la Presa i Paseo de los Enamorados. Amb l'elevació de la presa es va aconseguir un més gran salt d'aigua. L'1 d'abril de 1848 es va inaugurar la carretera que va unir les fàbriques amb el proper port de San Ciprián.

### Les peces i la seva elaboració

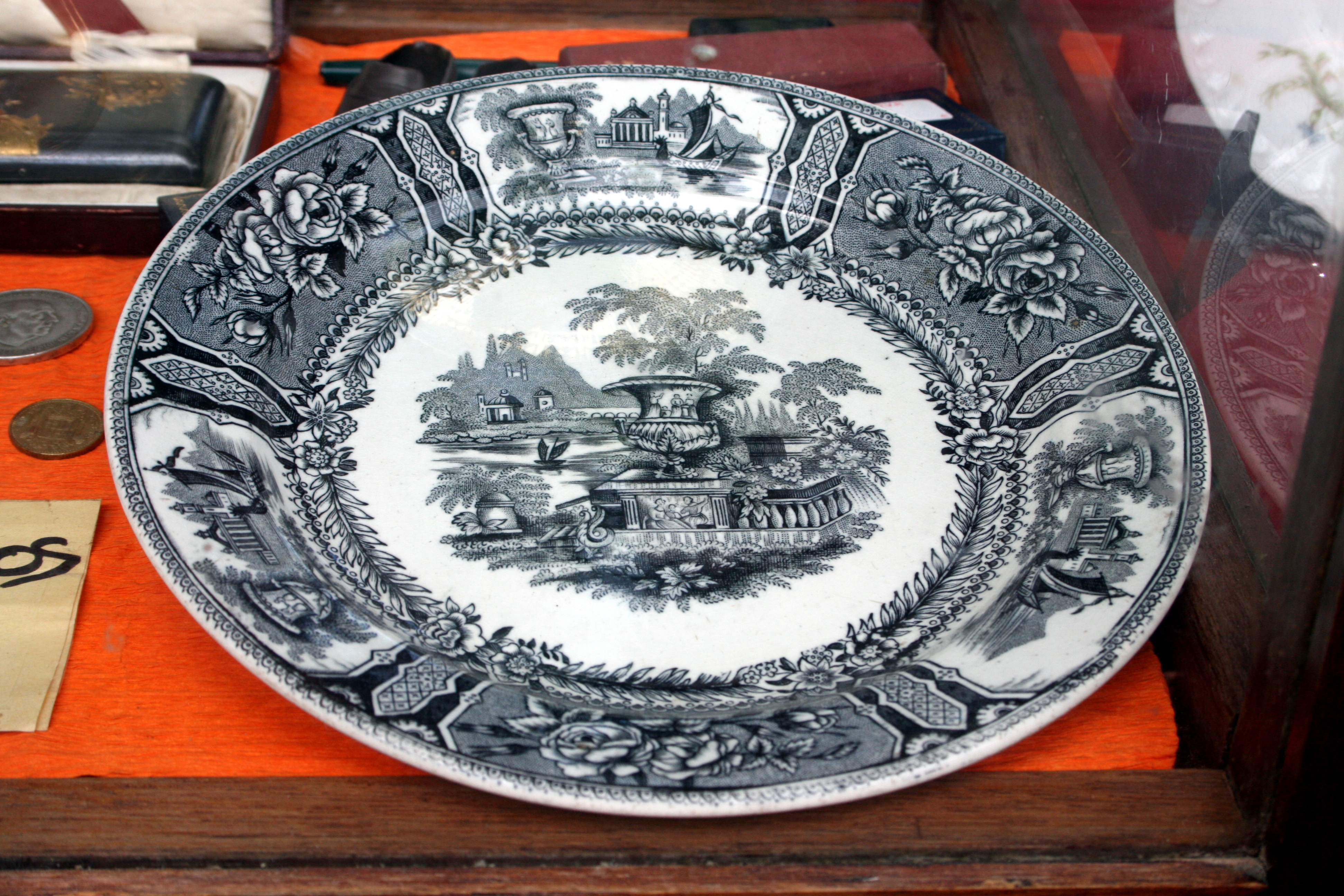
Plat de Sargadelos del tipus «góndola» del en negre.

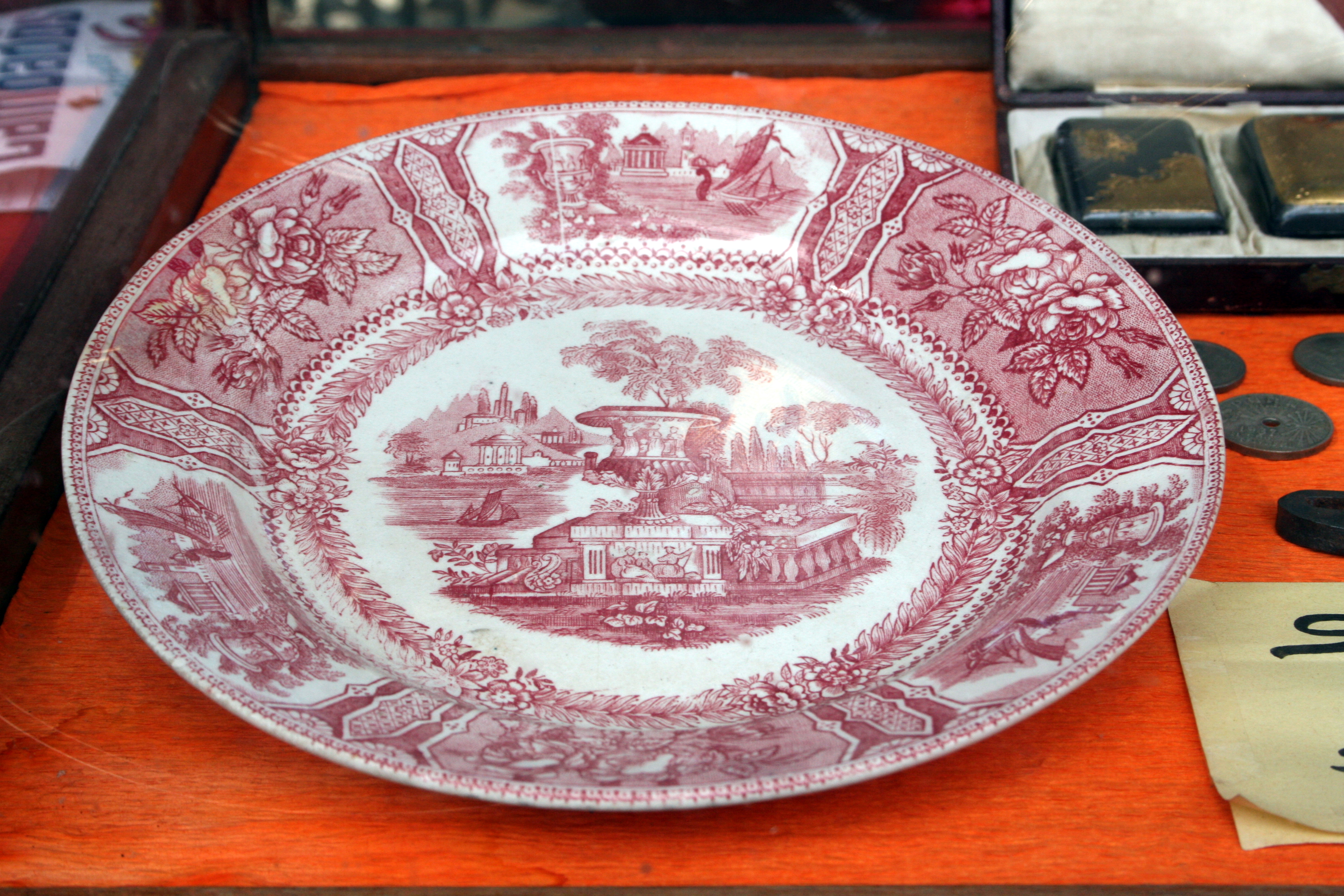
Plat de Sargadelos d'estampación tipo «góndola» del siglo XIX, en vermell.

Les vaixelles i gerros presentaven una decoració estampada en gran part de forma industrial, la tècnica emprada era gravar una planxa de coure o estany amb el dibuix a copiar -les primeres planxes van ser importades d'Anglaterra-, posteriorment es tintava amb color mesclat amb greix. Aquesta planxa s'imprimia en un paper fi que s'enganxava a la superfície de la peça bescuitada. Aquesta peça absorbia la tinta i el dibuix o decoració quedava imprès, s'eliminava el paper amb aigua i es cobria amb un vernís plumbífer i es passava a una segona cocció. La transparència d'aquest vernís permetia veure amb la màxima claredat el dibuix imprès a més a més de donar-li una lluentor especial. La decoració més freqüent en aquesta època a Sagardelos va ser l'anomenada de «góndola», que consisteix en un dibuix paisatgístic, en el que el primer terme està format per una balustrada amb un gran gerro, després del que es veu un riu amb una góndola; el fons està compost per uns pujols amb arquitectures i arbres; d'altres decoracions presentaven cignes, paons, o temes xinesos. Els colors emprats van ser, el negre, el violeta, el vermell, el verd i el blau cobalt clar. Un altre tipus o sèrie van ser les decoracions de «vaixelles il·luminades» que consistia, que una vegada realitzada l'estampació se policromaven les peces a pinzell. Els temes més nombrosos en aquest cas, van ser els florals en vermell, verd, groc i blau. A les gerres i peces altes es feia la decoració a la part bombada i si l'atuell tenia tapa, aquesta anava també decorada.
Hi va haver una altra innovació de molt d'èxit que va ser la sèrie nomenada «xinesa», a imitació de l'anglesa flown blue. Consistia a manipular la planxa de l'estampat perquè el dibuix quedés lleugerament corregut o desenfocat, donant així un aspecte enigmàtic. El tema era sempre xinès.
Les peces de tipus popular que tant èxit havien tingut a l'etapa anterior no es van perdre i va continuar la fabricació de les gerres «Mambrús», i les figures de macacos asseguts, ossos, gossos, ànecs, coloms, etc. amb els que es fabricaven també portaescuradents i salseres. Altres obres eren petites piles per a l'aigua beneita, tinters o gerros de taula. Es van fabricar a més a més objectes que van deixar de tenir utilitat amb el pas de més d'un segle, com els aiguamans, escupidores o orinals.
L'empresa va tornar a la direcció de la família Ibáñez el 1862, des d'aleshores va patir una decadència fins a arribar al seu tancament definitiu el 1875.

## Quarta època 1870-1875
El 1862 va acabar el contracte amb Luis de la Riba, i després d'això van transcórrer uns anys sense activitat. L'any 1870 va tornar a obrir la fàbrica Carlos Ibáñez Varela, enginyer de mines i net del fundador, però als cinc anys es va tancar definitivament i les seves instal·lacions van ser desmantellades fins al punt que no van deixar rastre.
Durant aquests cinc anys les peces van sortir amb els mateixos dibuixos i estampacions encara que va desaparèixer la «xinesa opaca» i van ressorgir les vaixelles de la primera època, blanques i filetejades de blau i verd.

### Les marques
Tota la vaixella de Sargadelos sortia amb la seva marca corresponent, concisa a] la primera i segona època i gravada en la tercera i quarta. Al costat de les marques es podien veure les inicials dels artistes i de vegades uns nombres que es relacionaven amb la mida de les peces. Sargadelos va arribar a utilitzar al voltant de vint-i-cinc marques.

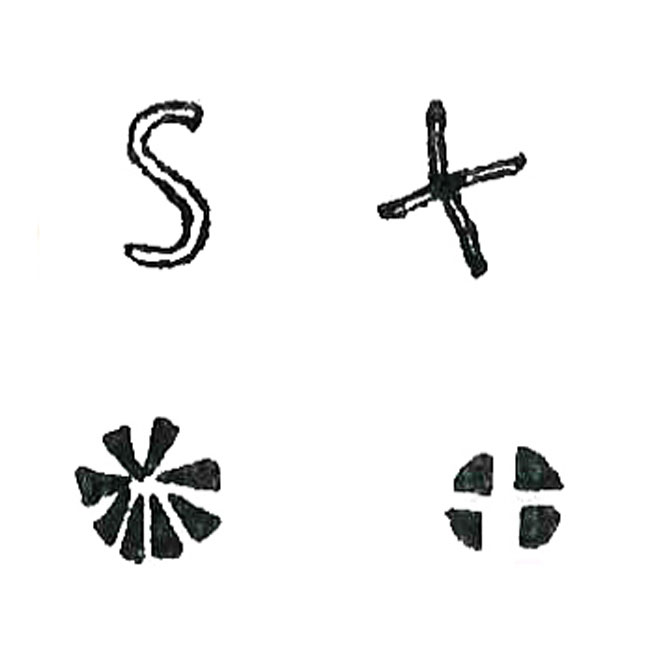
Marques utilitzades durant la primera i segona època.
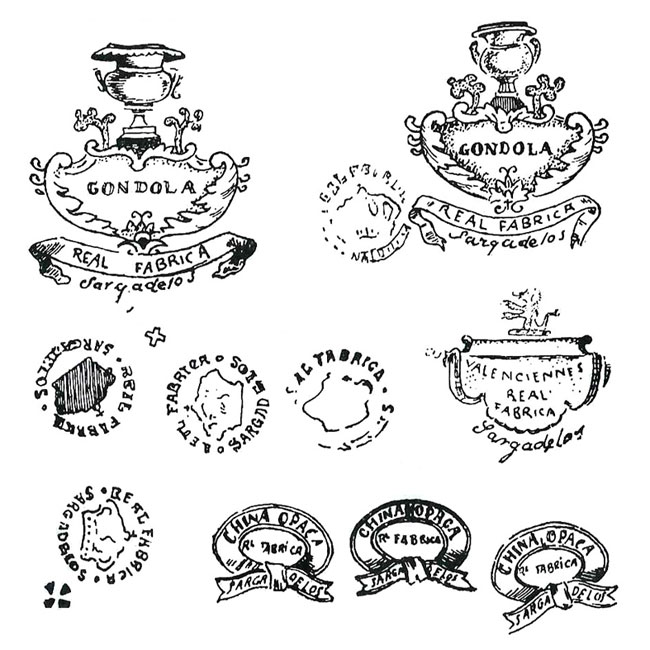
Marques utilitzades durant la tercera època.
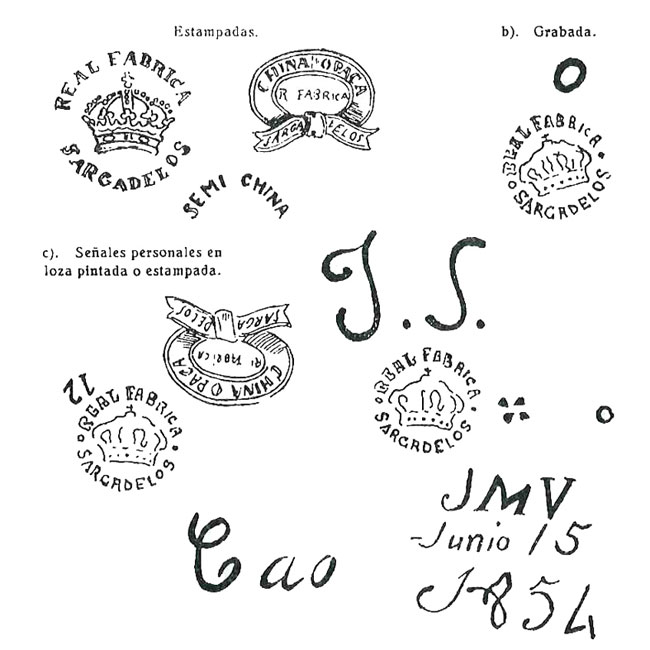
Marques utilitzades durant la quarta època.

## Segles XX i XXI

### Antecedents
L'any 1949 el ceramista Isaac Díaz Pardonota 4 va crear una fàbrica al Castro, -O Castro de Samoedo -, un lloc de la parròquia d'Osedo, al consell de Sada. La fàbrica es va nomenar Ceràmiques do Castro i va començar amb una sèrie limitada d'obres de destacats artistes. Les seves vaixelles van tenir una gran demanda, no només a Galícia sinó en la resta del país, creixent així la producció i el nombre de treballadors.
A ple apogeu de producció, el 1955 Díaz Pardo va fer un viatge a l'Argentina on es trobava un grup d'artistes i intel·lectuals espanyols exiliats: Luís Seoane, Andrés Albalat (arquitecte) i Fernando Arranz entre d'altres. Junts van crear el Laboratorio de Formas, una iniciativa encaminada a recuperar i estudiar les formes ceràmiques de temps passats i les que perduraven encara en aquells anys. Com a conseqüència d'aquests estudis i projectes, van fundar una fàbrica de porcellana a la ciutat de Magdalena, situada a l'est de la província de Buenos Aires, a uns 100 km de la capital. La fàbrica es va nomenar «La Magdalena». Va ser un projecte molt modern, amb una ordenació de treball circular doncs els obrers canviaven de comesa aprenent totes les fases del procés de fabricació, i fins i tot prenien part en els dissenys. Va tancar les portes i activitat el 1980.

### Sargadelos
La continuació i posada en marxa de la idea del Laboratorio de Formas es va manifestar en la recuperació de l'antiga fàbrica de Sargadelos la planta circular de la qual es va inaugurar el 1970. Aquest edifici es va aixecar fora de les restes de l'antic complex industrial de foneria amb l'interès de conservar les ruïnes per a les que es va obtenir el 1972 el nomenament de conjunt Històric Artístic, el que després es diria Bé d'Interès Cultural.
Va començar la nova època fabricant serveis de taula i peces de decoració, emprant com colors bàsics el blau i el marró daurat, incorporant el vermell a les peces molt especials doncs el procés d'aquest color encaria el producte. Es va donar importància a les formes clàssiques incorporant a més a més noves formes avantguardistes sortides de l'estudi del Laboratorio de Formas i dissenyades per Luís Seoane. Van tenir especial interès els retrats de personatges cèlebres de les lletres i l'art, tant en forma escultòrica com fent nanses «Mambrú». La primera d'aquesta sèrie va ser l'obra dedicada a Rosalía de Castro seguida per Antonio Machado, León Felipe, Castelao, Unamuno, Valle-Inclán i Pérez Galdós i el pintor Picasso. Personatges de l'edat mitjana com el mestre Mateo, el bisbe Gelmírez o la popular heroïna, María Pita.
En un altre moment va sortir la «sèrie fauna» amb reproduccions de tota classe d'ocells propis de Galícia, gats, vaques, etc. Una altra sèrie que va tenir una acceptació popular i de gran èxit va ser la dels amulets, figures petites per penjar del coll, cadascuna amb la seva llegenda particular, inspirades a les històries de les meigas i la forma de defensar-se dels seus sortilegis. Les joies de Sargadelos van ser també molt apreciades en la seva combinació de plata i ceràmica; es van fabricar anells, braçalets, penjolls, collarets, arracades, etc.
n 1988 es va instal·lar un museu on està exposat tot el material recuperat de les antigues fàbriques de [fosa | foneria] a més a més de la zona dedicada a la ceràmica espanyola i de forma especial a la ceràmica de Sargadelos de cada època.
Depenent econòmicament de la fàbriques de Sargadelos i de Castro es va posar en marxa l'editorial Ediciós do Castro; un museu d'art contemporani situat a Sada, nomenat Museu Carlos Maside; un centre de comunicació que rep el nom d'Institut Galego d'Informació; el Seminari d'Estudis Gallecs. Per a la difusió de la ceràmica existeixen les Galeries Sargadelos distribuïdes per tota Galícia, Madrid i Barcelona.